# Xã Sanford, Quận Grant, Minnesota
Xã Sanford (tiếng Anh: Sanford Township) là một xã thuộc quận Grant, tiểu bang Minnesota, Hoa Kỳ. Năm 2010, dân số của xã này là 153 người.